# Premier Padel 2023
Die Premier Padel 2023 war die zweite Ausgabe der professionellen Padel-Turnierserie Premier Padel. Sie umfasste insgesamt acht Turniere in sieben Länder, von denen letztendlich sechs ausgetragen wurden.
Auch im zweiten Jahr stand diese Turnierreihe in Konkurrenz zur World Padel Tour, da die besten Spieler der Welt vertraglich verpflichtet waren, an allen Master- und Open-Turnieren dieser Turnierserie teilzunehmen. 2023 wurde eine Frauenkategorie eingeführt, nachdem es 2022 nur eine Herrenkategorie gab.

## Turnierplan
| Kategorie |
| --------- |
| Major     |
| P1        |

| Datum           | Turnier (Ort)          | Klassement | Sieger                           | Finalgegner                          | Ergebnis        |
| --------------- | ---------------------- | ---------- | -------------------------------- | ------------------------------------ | --------------- |
| 26.02. – 05.03. | Qatar Major Doha       | Herren     | Franco Stupaczuk Martín Di Nenno | Sanyo Gutiérrez Fernando Belasteguín | 6:2, 7:65       |
| 10.06. – 16.06. | Italy P1 Rom           | Herren     | Agustín Tapia Arturo Coello      | Federico Chingotto Francisco Navarro | 7:5, 7:62       |
| 10.06. – 16.06. | Italy P1 Rom           | Damen      | Marta Ortega Gemma Triay         | Ariana Sánchez Paula Josemaría       | 6:3, 3:6, 7:5   |
| 17.07. – 23.07. | Madrid P1 Madrid       | Herren     | Agustín Tapia Arturo Coello      | Federico Chingotto Francisco Navarro | 7:5, 6:2        |
| 17.07. – 23.07. | Madrid P1 Madrid       | Damen      | Bea González Delfina Brea        | Ariana Sánchez Paula Josemaría       | 5:7, 7:63, 7:66 |
| 31.07. – 06.08. | Mendoza P1 Mendoza     | Herren     | Agustín Tapia Arturo Coello      | Franco Stupaczuk Martín Di Nenno     | 6:2, 7:66       |
| 04. – 10.09.    | Paris Major Paris      | Herren     | Agustín Tapia Arturo Coello      | Federico Chingotto Francisco Navarro | 7:62, 6:1       |
| 04. – 10.09.    | Paris Major Paris      | Damen      | Ariana Sánchez Paula Josemaría   | Marta Ortega Gemma Triay             | 6:2, 6:4        |
| 30.10. – 5.11.  | Egypt P1 Gizeh         | [ 2 ]      |                                  |                                      |                 |
| 27.11. – 3.12.  | Mexico Major Monterrey | [ 2 ]      |                                  |                                      |                 |
| 4.12 – 10.12.   | Milano P1 Mailand      | Herren     | Juan Lebrón Alejandro Galán      | Franco Stupaczuk Martín Di Nenno     | 7:6, 6:7, 7:6   |
| 4.12 – 10.12.   | Milano P1 Mailand      | Damen      | Bea González Delfina Brea        | Alejandra Salazar Sofia Araújo       | 6:0, 7:64       |